# Règim foral
Règim foral és el nom usat en Espanya, genèricament per al conjunt de les institucions pròpies de l'administració autònoma i dels ordenaments jurídics propis de l'antic Regne de Navarra i dels territoris històrics bascos d'Àlaba, Guipúscoa i Biscaia. Actualment País Basc i Navarra.

## Supressió foral
Després de la desaparició de la monarquia absoluta a Espanya, procés ocorregut entre 1812 i 1836, un dels principis del liberalisme era la construcció de l'estat liberal a Espanya de caràcter centralista i, per tant, la igualtat de lleis i d'institucions per a totes les províncies que quedava dividit l'Estat, car pervivien institucions polítiques i ordenaments jurídics distints, denominats furs, per als diferents territoris de la monarquia i fins i tot per a diferents sectors socials. Anteriorment, els territoris de la Corona d'Aragó ja havien perdut els seus furs a principis del segle xviii a causa de la guerra de Successió (i no els van tornar a recuperar fins a l'actual règim democràtic) quan el rei Felip V va impulsar els decrets de Nova Planta, pels quals aquests territoris passaven a regir-se per les lleis de Castella, perdent els seus òrgans d'autogovern, en senyal de càstig per haver-se oposat al seu nomenament com a rei.

## Els furs del Regne de Navarra i les províncies basques
El segle xix, el Regne de Navarra i les províncies basques van aconseguir a la finalització de la Primera Guerra Carlina la promesa que el seu sistema privatiu seria mantingut, gràcies a la Llei de confirmació de Furs de 25 d'octubre de 1839. No obstant això: 
- En el Regne de Navarra, mitjançant la "Llei Paccionada Navarresa" (1841), el seu règim va ser poc després gairebé suprimit i va deixar de ser un regne, passant a constituir-se Navarra com una província més del Regne d'Espanya.
- En les províncies basques, l'abolició foral es produeix en 1876 després de la Tercera Guerra Carlina.[1]

Es van conservar algunes petites restes forals que, en les províncies basques de Guipúscoa i Biscaia que van ser suprimits per la dictadura franquista en ser considerades "províncies traïdores" per no haver participat en el seu favor en la revolta de 1936, mantenint-se en Àlaba i Navarra. La Constitució espanyola de 1978 en la seva Disposició Addicional Primera consagra el respecte i empara dels drets històrics dels territoris forals, retrotraient la legislació fins a 1841 i per això aquests territoris, constituïts actualment com les comunitats autònomes de Navarra i País Basc, conserven la independència en aspectes com el dret tributari, fiscal o civil entre altres peculiaritats. En Navarra la norma bàsica el seu règim d'autogovern és la peculiar Llei Orgànica de Reintegració i Amillorament del Règim Foral de Navarra de 1982 i en el País Basc és l'Estatut de Gernika.